# إيرني بوند
إيرني بوند (بالإنجليزية: Ernie Bond)‏ (4 مايو 1929 ببرستون في المملكة المتحدة - ) هو لاعب كرة قدم بريطاني في مركز الهجوم. لعب مع كوين أوف ساوث ومانشستر يونايتد ونادي كارلايل يونايتد.

## وصلات خارجية
- إيرني بوند على موقع عالم كرة القدم.نت (الإنجليزية)